# Fußball-Weltmeisterschaft 1974/Gruppe III
| Pl. | Land        | Sp. | S | U | N | Tore    | Diff. | Punkte |
| --- | ----------- | --- | - | - | - | ------- | ----- | ------ |
| 1.  | Niederlande | 3   | 2 | 1 | 0 | 006:100 | +5    | 05:10  |
| 2.  | Schweden    | 3   | 1 | 2 | 0 | 003:000 | +3    | 04:20  |
| 3.  | Bulgarien   | 3   | 0 | 2 | 1 | 002:500 | −3    | 02:40  |
| 4.  | Uruguay     | 3   | 0 | 1 | 2 | 001:600 | −5    | 01:50  |

Gruppe III der Fußball-Weltmeisterschaft 1974:

## Schweden – Bulgarien 0:0
| Schweden                                                         | Schweden | Bulgarien | Bulgarien |
| ---------------------------------------------------------------- | --- | --- | --------- |
| Schweden                                                         | \| 1. Gruppenspiel \| \| Samstag, 15. Juni 1974 um 16:00 Uhr in Düsseldorf (Rheinstadion) \| \| Zuschauer: 23.800 \| \| Schiedsrichter: Edison Pérez Núñez ( Peru) \| \| Spielbericht \|                                 | \| 1. Gruppenspiel \| \| Samstag, 15. Juni 1974 um 16:00 Uhr in Düsseldorf (Rheinstadion) \| \| Zuschauer: 23.800 \| \| Schiedsrichter: Edison Pérez Núñez ( Peru) \| \| Spielbericht \|                                                                 | Bulgarien |
| Schweden                                                         | Ronnie Hellström – Bo Larsson – Jan Olsson, Kent Karlsson, Björn Andersson – Ove Grahn, Staffan Tapper, Ove Kindvall (73. Benno Magnusson) – Conny Torstensson, Ralf Edström, Roland Sandberg Cheftrainer: Georg Ericson | Rumencho Goranow – Kiril Iwkow – Zonjo Wasilew, Dimitar Penew, Stefan Welitschkow – Boschil Kolew, Christo Bonew , Asparuch Nikodimow – Wojn Wojnow (73. Atanas Michajlow), Pawel Panow (75. Mladen Wasilew), Georgi Denew Cheftrainer: Christo Mladenow | Bulgarien |
| 1. Gruppenspiel                                                  | | |           |
| Samstag, 15. Juni 1974 um 16:00 Uhr in Düsseldorf (Rheinstadion) | | |           |
| Zuschauer: 23.800                                                | | |           |
| Schiedsrichter: Edison Pérez Núñez ( Peru)                       | | |           |
| Spielbericht                                                     | | |           |

## Uruguay – Niederlande 0:2 (0:1)
| Uruguay                                                                | Uruguay | Niederlande | Niederlande |
| ---------------------------------------------------------------------- | --- | --- | ----------- |
| Uruguay                                                                | \| 1. Gruppenspiel \| \| Samstag, 15. Juni 1974 um 16:00 Uhr in Hannover (Niedersachsenstadion) \| \| Zuschauer: 55.100 \| \| Schiedsrichter: Károly Palotai ( Ungarn) \| \| Spielbericht \|                                                         | \| 1. Gruppenspiel \| \| Samstag, 15. Juni 1974 um 16:00 Uhr in Hannover (Niedersachsenstadion) \| \| Zuschauer: 55.100 \| \| Schiedsrichter: Károly Palotai ( Ungarn) \| \| Spielbericht \| | Niederlande |
| Uruguay                                                                | Ladislao Mazurkiewicz – Pablo Forlán, Baudilio Jáuregui, Juan Carlos Masnik , Ricardo Pavoni – Walter Mantegazza, Julio Montero Castillo, Víctor Espárrago, Pedro Rocha – Luis Cubilla (64. Denís Milar), Fernando Morena Cheftrainer: Roberto Porta | Jan Jongbloed – Arie Haan – Wim Suurbier, Wim Rijsbergen, Ruud Krol – Wim Jansen, Johan Neeskens, Willem van Hanegem – Johnny Rep, Johan Cruyff , Rob Rensenbrink Cheftrainer: Rinus Michels | Niederlande |
| Uruguay                                                                | 0:1 Rep (7.) 0:2 Rep (86.) | | Niederlande |
| Uruguay                                                                | Mantegazza (25.), Forlán (50.), Masnik (65.) | | Niederlande |
| Uruguay                                                                | Julio Montero Castillo (69.) | | Niederlande |
| 1. Gruppenspiel                                                        | | |             |
| Samstag, 15. Juni 1974 um 16:00 Uhr in Hannover (Niedersachsenstadion) | | |             |
| Zuschauer: 55.100                                                      | | |             |
| Schiedsrichter: Károly Palotai ( Ungarn)                               | | |             |
| Spielbericht                                                           | | |             |

## Niederlande – Schweden 0:0
| Niederlande                                                         | Niederlande | Schweden | Schweden |
| ------------------------------------------------------------------- | --- | --- | -------- |
| Niederlande                                                         | \| 2. Gruppenspiel \| \| Mittwoch, 19. Juni 1974 um 19:30 Uhr in Dortmund (Westfalenstadion) \| \| Zuschauer: 53.700 \| \| Schiedsrichter: Werner Winsemann ( Kanada) \| \| Spielbericht \|                 | \| 2. Gruppenspiel \| \| Mittwoch, 19. Juni 1974 um 19:30 Uhr in Dortmund (Westfalenstadion) \| \| Zuschauer: 53.700 \| \| Schiedsrichter: Werner Winsemann ( Kanada) \| \| Spielbericht \|                                               | Schweden |
| Niederlande                                                         | Jan Jongbloed – Arie Haan – Wim Suurbier, Wim Rijsbergen, Ruud Krol – Wim Jansen, Johan Neeskens, Willem van Hanegem (73. Theo de Jong) – Johnny Rep, Johan Cruyff , Piet Keizer Cheftrainer: Rinus Michels | Ronnie Hellström – Björn Nordqvist – Jan Olsson (75. Roland Grip), Kent Karlsson, Björn Andersson – Staffan Tapper (61. Örjan Persson), Ove Grahn, Bo Larsson – Inge Ejderstedt, Ralf Edström, Roland Sandberg Cheftrainer: Georg Ericson | Schweden |
| Niederlande                                                         | Rep (72.) | Nordqvist (36.), Persson (68.), Andersson (74.), Grahn (86.) | Schweden |
| 2. Gruppenspiel                                                     | | |          |
| Mittwoch, 19. Juni 1974 um 19:30 Uhr in Dortmund (Westfalenstadion) | | |          |
| Zuschauer: 53.700                                                   | | |          |
| Schiedsrichter: Werner Winsemann ( Kanada)                          | | |          |
| Spielbericht                                                        | | |          |

## Bulgarien – Uruguay 1:1 (0:0)
| Bulgarien                                                               | Bulgarien | Uruguay | Uruguay |
| ----------------------------------------------------------------------- | --- | --- | ------- |
| Bulgarien                                                               | \| 2. Gruppenspiel \| \| Mittwoch, 19. Juni 1974 um 19:30 Uhr in Hannover (Niedersachsenstadion) \| \| Zuschauer: 13.400 \| \| Schiedsrichter: John Taylor ( England) \| \| Spielbericht \|                                         | \| 2. Gruppenspiel \| \| Mittwoch, 19. Juni 1974 um 19:30 Uhr in Hannover (Niedersachsenstadion) \| \| Zuschauer: 13.400 \| \| Schiedsrichter: John Taylor ( England) \| \| Spielbericht \|                                                                      | Uruguay |
| Bulgarien                                                               | Rumencho Goranow – Kiril Iwkow – Zonjo Wasilew, Dimitar Penew, Stefan Welitschkow – Boschil Kolew, Christo Bonew , Asparuch Nikodimow (59. Atanas Michajlow) – Wojn Wojnow, Pawel Panow, Georgi Denew Cheftrainer: Christo Mladenow | Ladislao Mazurkiewicz – Pablo Forlán, Baudilio Jáuregui, Luis Garisto (73. Juan Carlos Masnik), Ricardo Pavoni – Walter Mantegazza (62. Alberto Cardaccio), Víctor Espárrago, Pedro Rocha – Denís Milar, Fernando Morena, Rubén Corbo Cheftrainer: Roberto Porta | Uruguay |
| Bulgarien                                                               | 1:0 Bonew (75.) | 1:1 Pavoni (87.) | Uruguay |
| Bulgarien                                                               | Wasilew (9.) | Espárrago (44.) | Uruguay |
| 2. Gruppenspiel                                                         | | |         |
| Mittwoch, 19. Juni 1974 um 19:30 Uhr in Hannover (Niedersachsenstadion) | | |         |
| Zuschauer: 13.400                                                       | | |         |
| Schiedsrichter: John Taylor ( England)                                  | | |         |
| Spielbericht                                                            | | |         |

## Bulgarien – Niederlande 1:4 (0:2)
| Bulgarien                                                          | Bulgarien | Niederlande | Niederlande |
| ------------------------------------------------------------------ | --- | --- | ----------- |
| Bulgarien                                                          | \| 3. Gruppenspiel \| \| Sonntag, 23. Juni 1974 um 16:00 Uhr in Dortmund (Westfalenstadion) \| \| Zuschauer: 53.300 \| \| Schiedsrichter: Tony Boskovic ( Australien) \| \| Spielbericht \|                                                          | \| 3. Gruppenspiel \| \| Sonntag, 23. Juni 1974 um 16:00 Uhr in Dortmund (Westfalenstadion) \| \| Zuschauer: 53.300 \| \| Schiedsrichter: Tony Boskovic ( Australien) \| \| Spielbericht \|                                        | Niederlande |
| Bulgarien                                                          | Stefan Staikow – Kiril Iwkow – Zonjo Wasilew, Dimitar Penew, Stefan Welitschkow – Boschil Kolew, Christo Bonew , Iwan Stojanow (46. Atanas Michajlow) – Wojn Wojnow, Pawel Panow (55. Krassimir Borisow), Georgi Denew Cheftrainer: Christo Mladenow | Jan Jongbloed – Arie Haan – Wim Suurbier, Wim Rijsbergen, Ruud Krol – Wim Jansen, Johan Neeskens (79. Theo de Jong), Willem van Hanegem (46. Rinus Israël) – Johnny Rep, Johan Cruyff , Rob Rensenbrink Cheftrainer: Rinus Michels | Niederlande |
| Bulgarien                                                          | 1:3 Krol (78., Eigentor) | 0:1 Neeskens (5., Foulelfmeter) 0:2 Neeskens (45., Foulelfmeter) 0:3 Rep (71.) 1:4 de Jong (88.) | Niederlande |
| Bulgarien                                                          | Denew (67.) | Jansen (5.), van Hanegem (22.), Cruyff (29.) | Niederlande |
| Bulgarien                                                          | Schiedsrichter Boskovic ließ den ersten verwandelten Foulelfmeter (5.) von Neeskens wiederholen, weil Spieler zu früh in den Strafraum rannten. | | Niederlande |
| 3. Gruppenspiel                                                    | | |             |
| Sonntag, 23. Juni 1974 um 16:00 Uhr in Dortmund (Westfalenstadion) | | |             |
| Zuschauer: 53.300                                                  | | |             |
| Schiedsrichter: Tony Boskovic ( Australien)                        | | |             |
| Spielbericht                                                       | | |             |

## Schweden – Uruguay 3:0 (0:0)
| Schweden                                                         | Schweden | Uruguay | Uruguay |
| ---------------------------------------------------------------- | --- | --- | ------- |
| Schweden                                                         | \| 3. Gruppenspiel \| \| Sonntag, 23. Juni 1974 um 16:00 Uhr in Düsseldorf (Rheinstadion) \| \| Zuschauer: 28.300 \| \| Schiedsrichter: Erich Linemayr ( Österreich) \| \| Spielbericht \|                                                       | \| 3. Gruppenspiel \| \| Sonntag, 23. Juni 1974 um 16:00 Uhr in Düsseldorf (Rheinstadion) \| \| Zuschauer: 28.300 \| \| Schiedsrichter: Erich Linemayr ( Österreich) \| \| Spielbericht \|                                                                  | Uruguay |
| Schweden                                                         | Ronnie Hellström – Björn Nordqvist – Björn Andersson, Kent Karlsson, Roland Grip – Ove Grahn, Ove Kindvall (76. Conny Torstensson), Bo Larsson – Benno Magnusson (60. Thomas Ahlström), Ralf Edström, Roland Sandberg Cheftrainer: Georg Ericson | Ladislao Mazurkiewicz – Pablo Forlán, Baudilio Jáuregui, Luis Garisto (46. Juan Carlos Masnik), Ricardo Pavoni – Walter Mantegazza, Víctor Espárrago, Pedro Rocha – Denís Milar, Fernando Morena, Rubén Corbo (43. Luis Cubilla) Cheftrainer: Roberto Porta | Uruguay |
| Schweden                                                         | 1:0 Edström (46.) 2:0 Sandberg (74.) 3:0 Edström (77.) | | Uruguay |
| Schweden                                                         | Jáuregui (21.) | | Uruguay |
| 3. Gruppenspiel                                                  | | |         |
| Sonntag, 23. Juni 1974 um 16:00 Uhr in Düsseldorf (Rheinstadion) | | |         |
| Zuschauer: 28.300                                                | | |         |
| Schiedsrichter: Erich Linemayr ( Österreich)                     | | |         |
| Spielbericht                                                     | | |         |